# South Nyack
South Nyack ist eine Kleinstadt (Incorporated Village) im Rockland County im Bundesstaat New York in den Vereinigten Staaten mit 3536 Einwohnern (2012).

## Geographie
South Nyack wird im Norden von Nyack, im Osten vom Hudson River begrenzt und liegt rund 30 Kilometer nördlich des Zentrums von New York City. Durch den Ort verläuft der Interstate 87, der hier auch den östlichen Anfang der Tappan Zee Bridge bildet.

## Geschichte
Nach der Erweiterung von Eisenbahnlinien erfolgte in der Region um Nyack ein rasantes Wachstum. Die Bewohner einiger Bezirke befürchteten nun höhere Steuerbelastungen und gründeten schließlich neue kommunale Körperschaften mit den Namen Upper Nyack und South Nyack.

## Historische Bauwerke
Einige historische Bauwerke in South Nyack sind im National Register of Historic Places eingetragen. Dazu zählen das Carson McCullers House und das Ross Hand Mansion.

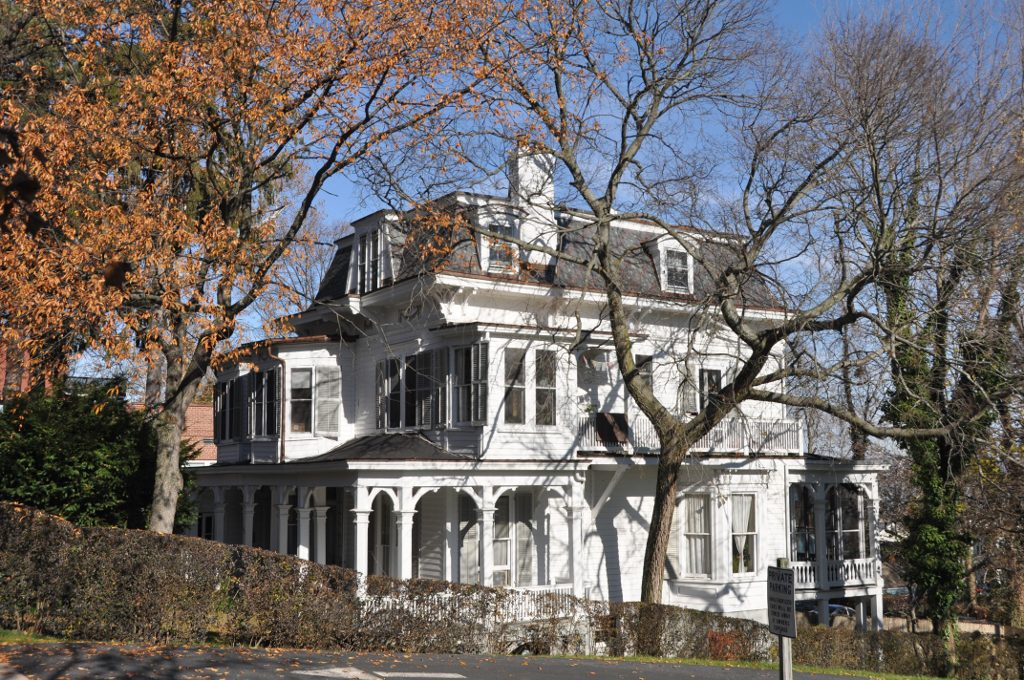
Carson McCullers House
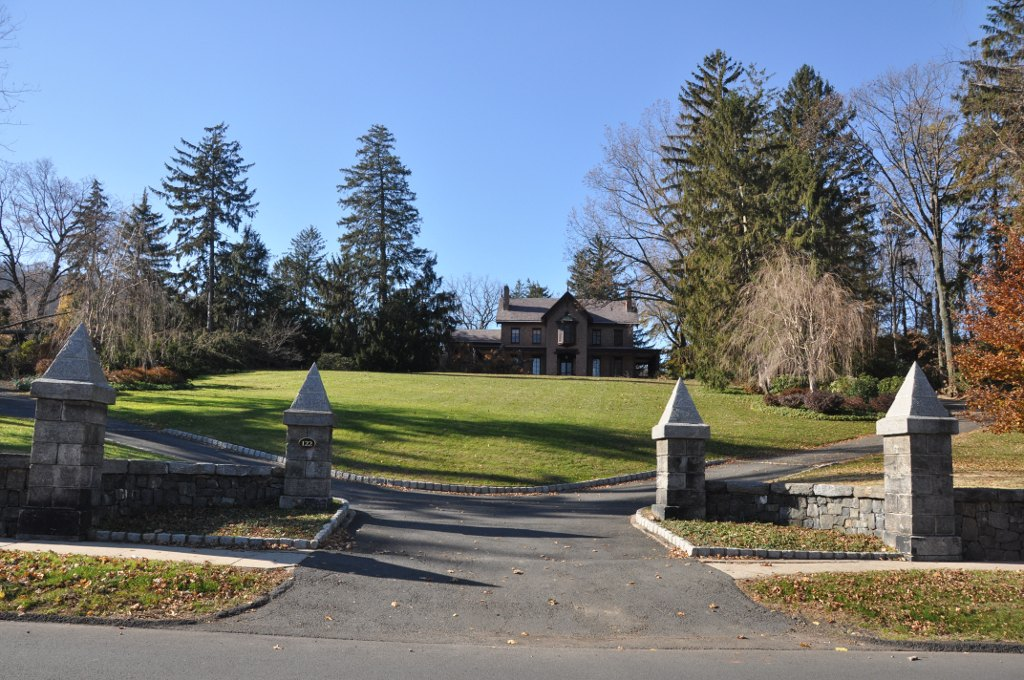
Ross Hand Mansion

## Demografische Daten
Im Jahr 2012 wurde eine Einwohnerzahl von 3563 Personen ermittelt, was einer Zunahme um 2,6 % gegenüber 2000 entspricht. Das Durchschnittsalter lag 2012 mit 31,4 Jahren deutlich unterhalb des Wertes von New York, der 40,7 Jahre betrug. 16,1 % der heutigen Bewohner gehen auf Einwanderer aus Irland zurück. Weitere maßgebliche Zuwanderungsgruppen während der Anfänge des Ortes kamen zu 10,8 % aus Italien und zu 14,4 % aus Deutschland.